# Il mistero di Sleepy Hollow
Il mistero di Sleepy Hollow (Sleepy Hollow) è un film del 1999 diretto da Tim Burton, liberamente ispirato al racconto La leggenda di Sleepy Hollow di Washington Irving. La trama segue l'agente di polizia Ichabod Crane inviato da New York City per indagare su una serie di omicidi nel villaggio di Sleepy Hollow da parte di un misterioso cavaliere senza testa.
Il film è stato distribuito negli Stati Uniti il 19 novembre 1999 dalla Paramount Pictures. Ha ricevuto recensioni generalmente positive dalla critica, con molti che hanno elogiato le interpretazioni, la regia, la sceneggiatura e la colonna sonora, nonché il suo umorismo oscuro, gli effetti visivi e l'atmosfera. Ha incassato circa 207 milioni di dollari in tutto il mondo. Ha vinto l'Oscar alla migliore scenografia.

## Trama
Il ricco possidente Peter Van Garrett sta viaggiando in carrozza, verso una meta non precisata, quando, ad un certo punto, il cocchiere viene ucciso e decapitato da qualcuno: accortosi del fatto, Van Garrett fugge tra i campi di grano ma, trovatosi di fronte ad uno spaventapasseri, viene decapitato anch'egli dall'uomo misterioso.
New York, 1799. Ichabod Crane è un giovane agente di polizia che è solito fare uso di metodi investigativi razionali e scientifici decisamente insoliti per l'epoca. Dato il suo continuo opporsi ai metodi brutali usati dal tribunale di New York e al fatto che i prigionieri siano condannati senza prove sufficienti, i suoi superiori, sia per allontanarlo temporaneamente dalla città sia per metterlo alla prova, decidono di mandarlo nello sperduto villaggio di Sleepy Hollow ad investigare su tre efferati omicidi, nei quali le teste delle vittime sono state rimosse. Arrivato nel villaggio, Crane fa la conoscenza di Katrina, la bella figlia di Baltus Van Tassel, e rimane sensibile al suo fascino, suscitando la gelosia di un pretendente di lei, Brom.
I notabili del villaggio spiegano all'ispettore che il misterioso assassino è il Cavaliere senza testa, un crudele mercenario dell'Assia dai denti affilati come rasoi, vissuto 20 anni prima, che aveva la macabra abitudine di mozzare le teste dei suoi nemici. Perfino gli alleati lo temevano e l'unico amico che aveva era il suo cavallo. Un giorno, mentre si trovava nei pressi del villaggio nei boschi a ovest, cercò di nascondersi da dei soldati e incontrò due bambine. Una di loro spezzò un rametto, facendo in modo che i soldati trovassero il carnefice. Il Cavaliere tentò di difendersi, ma fu ferito e poi decapitato con la sua stessa spada, e i soldati seppellirono il corpo (assieme alla testa), infilzando poi la spada sulla tomba come fosse una lapide. Il fantasma del Cavaliere ora sembra risorto per vendicarsi.
Crane, sebbene turbato dal racconto, non crede a tali superstizioni e inizia ad interrogare gli abitanti del villaggio alla ricerca di un colpevole, nonostante un altro abitante della cittadella, Jonathan Masbath, venga trovato decapitato nel bosco. Al funerale di Masbath, Crane fa la conoscenza del figlio, che si mette alle sue dipendenze per vendicare la morte del padre (essendo anche orfano di madre) e, su suggerimento velato del magistrato Philipse, fa riesumare il corpo dell'unica donna uccisa, la vedova Winship, rivelando come fosse gravida. Quando poi il detective affronta Philipse in fuga, egli vede con i suoi occhi il Cavaliere Senza Testa, il quale uccide e decapita il magistrato davanti all'impotente Crane.
Crane, abbandonata la via della logica e della ragione, si reca da una strega residente nei boschi ad ovest che gli rivela il luogo di sepoltura del Cavaliere, l'"albero dei morti". Accompagnato dal giovane Masbath e da Katrina Van Tassel, Crane giunge al misterioso albero. Scavando, i tre trovano le teste delle vittime e lo scheletro privo di teschio del cavaliere. Proprio in quel momento sbuca fuori dalle radici dell'albero il fantasma del Cavaliere, a cavallo del suo nero destriero, che parte al galoppo seminando Crane al suo inseguimento.
Il Cavaliere raggiunge la casa di Elizabeth, la levatrice del villaggio, e gli sforzi del marito per uccidere il cavaliere senza testa falliscono: l'uomo, la moglie e il loro figlioletto muoiono decapitati dallo spettro armato di spada e ascia. Raccolte le teste, il cavaliere monta a cavallo e cerca di ritornare nella foresta, ma viene fermato da un colpo di fucile sparato da Brom, che lo scaraventa al suolo. Nonostante il colpo ricevuto, lo spettro si rialza da terra e cerca di proseguire il viaggio non badando neppure al suo assalitore che tenta, con l'aiuto di Crane, di uccidere l'essere sovrannaturale. Il combattimento termina con il leggero ferimento di Crane e la morte di Brom, che viene tagliato in due.
Mentre è in convalescenza Crane sogna sua madre, in realtà una strega, e il giorno in cui fu scoperta da suo padre, un fanatico sacerdote, e brutalmente uccisa in una vergine di Norimberga, nonostante non fosse una strega malevola, ma una "figlia della natura", come Ichabod stesso la definisce. Il fatto spiega sia come si fosse procurato le cicatrici sulle mani (dovute ad uno strumento di tortura dove egli cadde quando trovò il corpo senza vita della donna), sia il suo astio nei confronti del sovrannaturale e, soprattutto, nei confronti del fanatismo religioso, colpevole di aver ucciso una donna innocente come sua madre.
È così spiegato anche il perché Ichabod si opponesse così ostinatamente alle brutali condanne che il tribunale di New York infliggeva, senza prove sufficienti, ai propri prigionieri.
Il giorno dopo gli anziani del villaggio, insoddisfatti di Crane, si riuniscono per andare a New York e chiedere un nuovo magistrato. Nel frattempo l'ispettore, ripensando allo scontro della notte scorsa, capisce che il Cavaliere non uccide persone a caso, ma secondo un criterio, e giunge alla conclusione che egli non sia tornato dall'Inferno per vendicarsi prendendo anime, ma che agisca sotto l'influenza di qualcuno in cambio della promessa di riavere la sua testa mancante. Incomincia così a fare delle ipotesi su chi a Sleepy Hollow possa essere il mandante del Cavaliere, arrivando a sospettare di Baltus Van Tassel ed annotando le sue ipotesi sul suo diario.
Nello studio del notaio Hardenbrook, Crane trova il certificato di matrimonio di Peter Van Garrett con la vedova Winship e il nuovo testamento del signor Van Garrett che lascia tutto alla vedova. Questa scoperta porta alla luce una cospirazione ordita dagli stessi notabili della città a conoscenza del segreto: il reverendo Steenwyck li aveva sposati, il dottor Lancaster ebbe in cura la vedova incinta, il magistrato Philipse si occupò di far valere i diritti della vedova e di redigere il nuovo testamento, che Hardenbrook conserva. Il padre di Masbath e la levatrice Elizabeth hanno dunque subito le conseguenze di questa storia, venuti casualmente a conoscenza della verità in quanto il primo fu il testimone del nuovo testamento, mentre la seconda per la sua professione. Crane deduce che gli anziani abbiano acconsentito ad aiutare la persona che controlla il fantasma del Cavaliere, così da far ereditare il patrimonio dei Van Garrett ai Van Tassel, i parenti più prossimi (e che Philipse fosse morto perché voleva tirarsi indietro). Pertanto Baltus Van Tassel è il principale sospetto.
Ritornati alla locanda, Crane ed il giovane Masbath scoprono Katrina a leggere le annotazioni sul diario di Crane che accusano Baltus e poi, quando la ragazza se ne va, trovano sotto il letto di Crane un disegno che interpretano come malocchio. Scesa la notte, Ichabod ed il giovane Masbath vedono una figura ammantata entrare nei boschi; seguendola, mentre il giovane Masbath rimane indietro ad aspettare, Crane scopre che la figura si trattava di Lady Mary Van Tassel, seconda moglie di Baltus e matrigna di Katrina, che è impegnata in un incontro sessuale con quello che successivamente si rivelerà essere il reverendo Steenwyck. Quando Ichabod e il giovane Masbath tornano al loro alloggio scoprono che le carte che puntano la colpa a Baltus sono sparite; Katrina le ha prese per far sì che l'agente non possa incolpare suo padre, bruciandole nel camino del rudere di una casa nella brughiera, di cui è rimasto intatto solo il caminetto con su scolpito un arciere.
Il mattino dopo si sparge per il villaggio la notizia del suicidio del notaio Hardenbrook. Quando tutti, poi, si ritirano nella chiesa per un'assemblea per pronunciarsi contro Ichabod, giunge il signor Van Tassel che sconvolto dice di aver visto il Cavaliere uccidere anche la moglie. Terrorizzati, i cittadini si rintanano nella piccola cappella e cercano invano di uccidere lo spettro a fucilate, che sembra non poter entrare in un luogo sacro. Il reverendo Steenwyck tenta di costringere Van Tassel ad andare allo scoperto, pensando che sia lui quello che il cavaliere vuole morto, ma il dottor Lancaster, oppresso dai sensi di colpa, fa per rivelare tutta la verità a Van Tassel.
Il reverendo allora prende una pesante croce di legno e con essa colpisce mortalmente in testa il dottore; Van Tassel, inavvertitamente, lascia partire un colpo dalla pistola e uccide Steenwyck. Si scatena una piccola rivolta contro Van Tassel, che scappato al piano superiore della cappella, viene arpionato dal Cavaliere con un picchetto della staccionata. Il Cavaliere lo trascina fuori dalla cappella, per poi decapitarlo e rubargli la testa. A quella visione Katrina sviene e Crane, accorso, si accorge di un disegno che la ragazza ha tracciato sul pavimento col gesso, lo stesso che aveva sotto il suo letto: l'investigatore lo interpreta allora non come il malocchio, ma come l'incantesimo con cui la giovane controllava il Cavaliere senza testa.
Pensando che Katrina sia la responsabile degli omicidi, Crane parte da Sleepy Hollow per avvertire le autorità che il mandante dei crimini è stato trovato; durante il viaggio Crane sfoglia casualmente un libro donatogli da Katrina e vi trova proprio il disegno del pavimento che era in realtà un incantesimo di protezione verso la persona amata. Crane torna dunque in paese, dove scopre un'inquietante verità: il cadavere che si credeva della signora Van Tassel, in realtà, appartiene ad un'altra persona, la loro domestica scomparsa. La donna aveva finto la sua morte approfittando della codardia del marito, scappato non appena aveva visto il cavaliere avvicinarsi alla propria moglie dandola ormai per spacciata.
Mary rapisce Katrina e la conduce al vecchio mulino dove racconta la verità alla ragazza: il vero nome della sua famiglia era Archer (arciere in inglese, spiegando il motivo per cui era inciso sul camino della vecchia casa). Dopo la morte del padre della donna, Van Garrett aveva gettato ingiustamente lei e la sua famiglia in mezzo a una strada, sfrattandoli per destinare la casa ai Van Tassel. La madre, potente strega, istruì le figlie alle arti proibite e morì lasciandole sole al mondo.
Lady Van Tassel/Archer rivela di come furono proprio lei e sua sorella (la strega dei boschi a ovest), da bambine, a incontrare il cavaliere nei boschi e a farlo catturare, assistendo alla sua morte e sepoltura. La donna allora bambina, fece un patto con Satana e decise di rubare la testa del cavaliere resuscitandolo e governandolo, per vendicarsi di Van Garrett e di Van Tassel; la sua vendetta si compirebbe con l'impadronirsi dei patrimoni delle due famiglie. Fatto uccidere il marito dal cavaliere, l'ultimo passo del piano consiste nell'eliminazione di Katrina, così che il patrimonio vada infine a lei. Mary risveglia quindi ancora una volta il Cavaliere, usando una ciocca di capelli della figliastra (facendo capire che ha sempre dovuto utilizzare qualcosa legato alle vittime).
Intanto Crane ed il giovane Masbath raggiungono il mulino ed aiutano Katrina a fuggire salendo in cima a esso, aggrappandosi alle pale per scendere e poi dando fuoco all'edificio con il Cavaliere ancora dentro: l'espediente è inutile perché il Cavaliere è immortale, in quanto già deceduto. Crane e gli altri scappano all'albero dei morti, e nella colluttazione il detective viene raggiunto da un proiettile sparato da Lady Van Tassel, ma fermato dal libro di incantesimi di Katrina che teneva sul petto; Crane, con l'aiuto del giovane Masbath che tramortisce Mary colpendola con un grosso ramo, recupera il teschio e lo riconsegna al Cavaliere che ritorna umano: questi issa a cavallo Lady Van Tassel e la bacia/morde devastandole le labbra con le sue zanne per poi trascinarla con lui nell'albero dei morti, tornando all'Inferno.
Salvi, Crane, Katrina e il giovane Masbath tornano così a New York in tempo per il nuovo secolo.

## Produzione
Nel 1994 il truccatore Kevin Yagher che aveva svoltato alla direzione della serie I racconti della cripta ebbe l'idea di adattare la storia breve di Washington Irving La leggenda di Sleepy Hollow per una versione cinematografica. Mediante il suo agente, Yagher fu presentato a Andrew Kevin Walker, un giovane scrittore il cui copione di Seven era recentemente stato ben accolto dagli studio, benché dovesse ancora essere prodotto. Yagher e Walker spesero vari mesi a lavorare su un trattamento che successivamente proposero a vari studi cinematografici.
I due assicurarono un contratto col produttore Scott Rudin, che vendette il progetto alla Paramount Pictures. L'accordo prevedeva la direzione di Yagher e la scrittura del copione di Walker; il duo avrebbero condiviso i crediti per il soggetto. Per varie ragioni, il progetto non fu continuato e sembrò che il film non sarebbe stato mai prodotto, ma nell'estate del 1998 l'idea del film fu ripresa nei circoli cinematografici hollywoodiani. Tim Burton che aveva precedentemente lavorato sull'attualmente cancellato progetto di un nuovo film su Superman (Superman Lives), era alla ricerca della possibilità di dirigere un film horror per la prima volta nella sua carriera, essendo un grande fan del genere. Rudin ed il suo partner di produzione Adam Schroeder sentirono il copione un perfetto veicolo per Burton e l'accordo fu firmato, dal momento che Burton fu colpito dal copione e dal personaggio di Ichabod Crane.
Burton fu eccitato di lavorare con Rudin, un produttore esecutivo che aveva incontrato per la prima volta quando propose Edward mani di forbice alla 20th Century Fox. Burton lo definì «intelligente, eccentrico e un ottimo e forte produttore che può rivelarsi molto utile». Da parte sua, Rudin affermò che il fallimento finanziario di Mars Attacks! non passò mai per la sua mente quando pensava a Burton e che ingaggiare qualcuno il cui precedente lavoro era stato sottostimato equivaleva a ingaggiare qualcuno affamato di una rivincita. Burton considerò l'idea di fare un film in stop-motion, anziché utilizzare una gran quantità di computer graphic come fece nel precedente Mars Attacks!.
Per sconosciute ragioni, Tom Stoppard fu ingaggiato per la scrittura, ma rimase non accreditato per la Writers Guild of America. La riscrittura di Stoppard mostrava aspetti più commediali di Ichabod Crane e si focalizzava più sul suo romanticismo per Katrina Van Tassel. Il primo abbozzo di Walker vedeva Ichabod come un maestro della sua professione, in modo simile all'originale storia di Irving. Benché Francis Ford Coppola sia accreditato come produttore esecutivo, Burton si preoccupò molto del coinvolgimento di Coppola durante il processo di montaggio, quando nella copia del film a lui inviata notò il suo nome.
L'intenzione originale era di riprendere Il mistero di Sleepy Hollow preminentemente sul posto, e molti paesi furono visionati tra la zona nord di New York e la Hudson valley (inclusa la vera Sleepy Hollow), a Sturbridge. Secondo lo scenografo Rick Heinrichs, il film avrebbe dovuto avere un budget di 30 milioni di dollari. L'idea di riprendere in queste aree fu abbandonata quando i cineasti sentirono che «i luoghi non erano abbastanza espressivi»; fu ben considerata l'idea di usare un gran numero di ricreazioni di villaggi coloniali tedeschi e di paesi di quel periodo, ma quando nessun luogo appropriato esistente fu trovato, fu necessario cercarne altri. Rudin disse: «Andammo in Inghilterra calcolando che avremmo trovato lì un paese appropriato, ma comunque dovemmo costruire lo stesso». Le riprese iniziarono il 20 novembre 1998 e durarono fino all'aprile del 1999. Questo periodo incluse le riprese durate un mese nella Lime Tree Valley di Hambleden, vicino a Marlow (Buckinghamshire), dove il paese di Sleepy Hollow fu costruito intorno ad uno stagno per le papere in uno stile scenografico che Rick Heinrichs definì «espressione coloniale nei modi del Dr. Seuss».
Secondo il racconto La leggenda di Sleepy Hollow, Ichabod Crane "era un uomo decisamente poco attraente". A tale proposito Johnny Depp aveva proposto di farsi applicare delle protesi in lattice sul viso, in modo da imbruttirsi. Tim Burton però preferì enfatizzare gli aspetti della personalità di Ichabod, piuttosto che l'aspetto fisico. Secondo la leggenda, Ichabod Crane e Katrina Van Tassel furono persone realmente esistite.

### Casting
Come nel caso di Edward mani di forbice, Depp fu la prima scelta di Burton per la parte, benché fosse chiesto al regista di esaminare altre opzioni prima di ingaggiarlo. Fu offerto Brad Pitt per il ruolo, mentre Liam Neeson e Daniel Day-Lewis furono presi in considerazione. Alla fine Burton persuase lo studio per Depp. Voleva inoltre ingaggiare Christina Ricci per il ruolo di Katrina, perché gli ricordava una romanzesca figlia di Peter Lorre e Bette Davis.
Il produttore Scott Rudin disse una volta: «Sostanzialmente, Johnny Depp sta recitando in tutti i film di Burton», ma Burton disapprovò personalmente il commento. Depp, comunque, fu d'accordo con l'affermazione. Secondo Depp, Edward mani di forbice rappresentava l'incapacità di Burton di comunicare da teenager. Ed Wood rifletteva la relazione di Burton con Vincent Price (molto simile a quella tra Edward D. Wood Jr. con Bela Lugosi). Il mistero di Sleepy Hollow metteva in vetrina i sentimenti di Ichabod che riflettono la battaglia di Burton con il sistema degli studi hollywoodiani. Per la sua performance, Depp affermò: "Ho sempre pensato ad Ichabod come ad una persona veramente delicata, fragile che era forse un po' troppo legato al suo lato femminile, come una spaventata ragazzina." Depp inizialmente volle interpretare il personaggio con una lunga protesi al naso, orecchie enormi e dita allungate, ma i suoi suggerimenti furono rifiutati dalla Paramount Pictures col motivo di vedere questo disegno troppo oltraggioso per il personaggio.
Nel ruolo del Cavaliere senza testa Burton scelse Christopher Walken, che già aveva diretto in Batman - Il ritorno, nel quale Walken interpretava Max Schrek, un imprenditore industriale senza scrupoli. Inoltre, Burton volle nel cast anche Michael Gough che aveva precedentemente lavorato con lui in Batman e in Batman - Il ritorno, nella parte di Alfred Pennyworth. Durante il casting di Il Mistero di Sleepy Hollow, Gough era deciso ad andare in pensione, ma Burton lo persuase di unirsi al cast.
Christopher Lee, Martin Landau (precedentemente vincitore di un Premio Oscar nel film di Tim Burton Ed Wood) e la poi fidanzata di Burton Lisa Marie sono tutti inseriti come camei. Lee interpreta il giudice ed è visto all'inizio del film come un ufficiale cittadino che convince Crane a trasferirsi nel piccolo villaggio di Sleepy Hollow. Landau interpreta Peter Van Garrett senza alcun dialogo, che viene ucciso dal Cavaliere senza Testa nella scena iniziale. Lisa rie interpreta "Lady Crane", la madre di Ichabod nei flashback, che era coinvolta nella stregoneria e alla fine dolorosamente uccisa dal marito, rigidamente religioso.

### Scenografia
Le varie produzioni della Hammer Film Productions viste da Burton nella sua infanzia furono una nota di ispirazione chiave per la scenografia del film. Anche La maschera del demonio (1960) di Mario Bava fu preso in considerazione. Mentre la squadra di produzione era alle prese con la costruzione di un sostanzioso numero di set, fu presa la decisione di compiere la visione di Burton con la necessità di filmare in un ambiente totalmente controllato, che significava che tutti gli interni e, virtualmente, tutti gli esterni, tranne che quelli filmati nella Lime tree valley e altre poche scene, sarebbero state riprese nel teatro di Leavesden. Contemporaneamente, fu costruito l'"Albero dei Morti" nei Shepperton Studios. In totale, il 99 % del film fu filmato nei set preparati..
Il cast e il personale hanno spesso detto che "La sensazione che si aveva camminando per i set di Sleepy Hollow, particolarmente nella città di Lime Tree, era quasi come se stessi camminando all'interno della testa di Burton". La maggior parte del personale di produzione e della scenografia aveva precedentemente lavorato con Burton in Batman. Il regista decise di usare gli stessi lavoratori affermando che "gli inglesi sono veri artisti che sanno cosa stanno facendo". Fu deciso di usare la stop-motion per la maggior parte degli effetti visivi anziché ripiegare per l'animazione computerizzata.
Burton ingaggiò Emmanuel Lubezki alla fotografia dopo aver visto il suo lavoro su La piccola principessa. Inizialmente Burton e Lubezki avevano l'intenzione di filmare il film in bianco e nero e con un aspect ratio vecchio stile. Quando ciò si rivelò irrealizzabile, optarono per un effetto più monocromatico che avrebbe aumentato l'aspetto fantastico e reso "l'irreale credibile". Lo scenografo Heinrichs sperò di costruire il set del mulino a vento come un'unica struttura che potesse provvedere sia agli interni che agli esterni. Ma per motivi di sicurezza e per mantenere un ambiente teatrale controllato Heinrichs decise di realizzare una combinazione di vari interni ed esterni, sia in scala reale che miniaturizzata.
Effetti speciali.
Teste mozzate e decapitazioni
Una delle caratteristiche più distintive del film è la presenza di numerose decapitazioni. Per realizzare queste scene, sono stati creati calchi dettagliati delle teste degli attori, successivamente dipinti a mano per ottenere un effetto iperrealistico. Capelli, barba e peli sono stati applicati manualmente, inserendo ogni singolo capello per simulare una crescita naturale. Anche i denti sono stati riprodotti fedelmente, basandosi su calchi dentali degli attori. La parte inferiore delle teste mozzate, visibile nelle scene, mostrava dettagli anatomici accurati come trachea, spina dorsale e muscoli. Per aggiungere un tocco caratteristico, alcune teste sono state progettate per ruotare prima di cadere, utilizzando meccanismi interni. Inoltre, per simulare la caduta realistica dei corpi decapitati, sono stati costruiti manichini con giunture magnetiche che si disattivavano in sequenza, permettendo una caduta naturale. 
Il Cavaliere Senza Testa
Nelle scene in cui il Cavaliere appare senza testa, è stata utilizzata la CGI per rimuovere la testa dell’attore o dello stuntman. Durante le riprese, l’interprete indossava un cappuccio blu che facilitava la rimozione digitale in post-produzione. Il colletto del costume è stato progettato per coprire eventuali imperfezioni e rendere l’effetto più realistico. 
Cavallo meccanico
Per alcune scene, è stato utilizzato un cavallo meccanico, originariamente creato per il film “National Velvet” del 1944 e successivamente restaurato. Questo cavallo animatronico presentava una testa radiocomandata con occhi, labbra e orecchie mobili, ed era in grado di emettere fumo dalle narici, aggiungendo un elemento suggestivo alle sequenze. 
Set e scenografie
Il villaggio di Sleepy Hollow è stato costruito interamente da zero in tre mesi, con edifici dettagliati e popolato da animali per aggiungere realismo. Dopo le riprese, il set è stato demolito. Il bosco, invece, è stato realizzato in un set al coperto, con alberi scolpiti e l’“Albero della Morte” al centro. Questa scelta ha permesso di controllare condizioni atmosferiche come vento e nebbia, creando un ambiente suggestivo e coerente con l’estetica di Burton. 
Effetti visivi e atmosfera
La fotografia di Emmanuel Lubezki ha giocato un ruolo cruciale nel creare l’atmosfera gotica del film, utilizzando luci e ombre per enfatizzare il tono oscuro della storia. Gli effetti visivi, realizzati da Industrial Light & Magic, Framestore e The Mill, hanno combinato tecniche tradizionali e digitali per ottenere un risultato visivo impressionante. 
In sintesi, “Il mistero di Sleepy Hollow” ha utilizzato una combinazione di effetti speciali pratici e digitali per creare un mondo visivamente affascinante e inquietante, in linea con la visione artistica di Tim Burton.

## Distribuzione
In Italia è uscito al cinema venerdì 28 gennaio 2000 distribuito dalla Cecchi Gori Group.

## Accoglienza

### Critica
L'aggregatore di recensioni cinematografiche Rotten Tomatoes riferisce che il 70% dei critici ha dato al film una recensione positiva sulla base di 125 recensioni con una valutazione media di 6,4/10. Metacritic, un altro aggregatore di recensioni, ha assegnato al film un punteggio medio ponderato di 65 su 100 sulla base di 35 recensioni di critici mainstream, considerate "generalmente favorevoli".
Roger Ebert ha elogiato la performance di Johnny Depp e i metodi di progettazione visiva di Tim Burton. Richard Corliss ha scritto "Il film più ricco, più bello e più strano di Burton dai tempi di Batman - Il ritorno". Mick LaSalle è stato critico, scrivendo "Tutto ciò che Sleepy Hollow ha da offrire è la direzione artistica, e anche in questo ricade sui cliché". Jonathan Rosenbaum ha definito il film "un'esperienza visiva incantevole, un ottimo veicolo per alcuni attori americani e inglesi di talento", ma ha concluso che il film è stata un'occasione persa per rappresentare una rappresentazione reale del racconto."

### Botteghino
Il mistero di Sleepy Hollow è uscito negli Stati Uniti il 19 novembre 1999 in 3.069 sale, incassando $ 30.060.467 al botteghino nel weekend di apertura. Alla fine ha guadagnato $ 101.068.340 di vendite lorde interne e $ 106 milioni all'estero, arrivando a un totale mondiale di $ 207.068.340.

## Riconoscimenti
- 2000 – Premio Oscar
  - Migliore scenografia Rick Heinrichs e Peter Young
  - Candidatura per migliore fotografia a Emmanuel Lubezki
  - Candidatura per migliori costumi a Colleen Atwood
- 2000 – Premio BAFTA
  - Migliore scenografia a Rick Heinrichs
  - Migliori costumi a Colleen Atwood
  - Candidatura per migliori effetti speciali a Jim Mitchell, Joss Williams, Kevin Yagher e Mark S. Miller
- 2000 – Saturn Award
  - Miglior attrice protagonista a Christina Ricci
  - Miglior colonna sonora a Danny Elfman
  - Candidatura per miglior film horror
  - Candidatura per migliore regia a Tim Burton
  - Candidatura per miglior attore protagonista a Johnny Depp
  - Candidatura per miglior attore non protagonista a Christopher Walken
  - Candidatura per miglior attrice non protagonista a Miranda Richardson
  - Candidatura per migliore sceneggiatura a Andrew Kevin Walker
  - Candidatura per migliori costumi a Colleen Atwood
  - Candidatura per miglior trucco a Kevin Yagher e Peter Owen
  - Candidatura per migliori effetti speciali a Jim Mitchell, Joss Williams, Kevin Yagher e Mark S. Miller
- 2000 – Satellite Award
  - Migliore fotografia a Emmanuel Lubezki
  - Migliore scenografia a Rick Heinrichs, Ken Court, John Dexter, Andy Nicholson, Leslie Tomkins
  - Migliori costumi a Colleen Atwood
  - Miglior sonoro a Gary Alper, Skip Lievsay
  - Miglior colonna sonora a Danny Elfman
  - Candidatura per miglior attore protagonista a Johnny Depp
  - Candidatura per miglior montaggio a Chris Luberon
  - Candidatura per migliori effetti speciali a Jim Mitchell e Josh Williams
- 2000 – MTV Movie Award
  - Miglior cattivo a Christopher Walken
- 2000 – Nastro d'argento
  - Candidatura per regista del miglior film straniero a Tim Burton

- 1999 – Boston Society of Film Critics Award
  - Migliore fotografia a Emmanuel Lubezki
- 1999 – Los Angeles Film Critics Association Award
  - Migliore scenografia a Rick Heinrichs
- 2000 – American Society of Cinematographers
  - Miglior risultato nella fotografia a Emmanuel Lubezki
- 2000 – Art Directors Guild
  - Premio all'eccellenza nella scenografia a Rick Heinrichs, Leslie Tomkins, John Dexter, Kevin Phipps, John Wright Stevens, Ken Court, Andy Nicholson, Bill Boes, Julian Ashby, Gary Tomkins, Nick Navarro
- 2000 – Blockbuster Entertainment Award
  - Attore favorito a Johnny Depp
  - Attrice favorita a Christina Ricci
  - Attrice non protagonista favorita a Miranda Richardson
- 2000 – BMI Film & TV Award
  - Miglior colonna sonora a Danny Elfman
- 2000 – Chicago Film Critics Association Award
  - Candidatura per migliore fotografia a Emmanuel Lubezki
- 2000 – Costume Designers Guild Award
  - Premio all'eccellenza nei costumi a Colleen Atwood
- 2000 – Hollywood Makeup Artist and Hair Stylist Guild Award
  - Miglior trucco di un personaggio a Kevin Yagher, Peter Owen, Liz Tagg, Paul Gooch
- 2000 – International Horror Guild
  - Candidatura per miglior film a Tim Burton
- 2000 – Las Vegas Film Critics Society Award
  - Migliore scenografia a Rick Heinrichs
  - Candidatura per migliore fotografia a Emmanuel Lubezki
  - Candidatura per migliori costumi a Colleen Atwood
  - Candidatura per miglior colonna sonora a Danny Elfman
- 2000 – Motion Picture Sound Editors
  - Candidatura per miglior montaggio sonoro
- 2000 – Online Film Critics Society Award
  - Migliore fotografia a Emmanuel Lubezki
- 2000 – Santa Fe Film Critics Circle Award
  - Migliore fotografia a Emmanuel Lubezki
- 2000 – Chlotrudis Award
  - Candidatura per migliore fotografia a Emmanuel Lubezki